# Oulad Bouali Loued
Oulad Bouali Loued (franska: Oulad Bouali Loued (CR), Oulad Bouali Loued (Commune Rurale), arabiska: أولاد عامر) är en kommun i Marocko.   Den ligger i provinsen El Kelaâ des Sraghna och regionen Marrakech-Safi, i den norra delen av landet, 210 km söder om huvudstaden Rabat. Antalet invånare är 6 031.